# Ein Fall für zwei: Wertloses Alibi
Wertloses Alibi ist der Titel der 51. Episode der Krimiserie Ein Fall für zwei mit Günter Strack und Claus Theo Gärtner in den Hauptrollen.

## Handlung
Lotte Schirmann wird durch laute Musik aus dem Zimmer ihres Sohnes Peter gestört und nimmt zudem Hilferufe aus dem benachbarten Haus wahr. Als sie entsprechend nachschaut, findet sie ihre Nachbarin schwer verletzt vor. Diese nennt mit letzter Kraft den Namen Arnold bevor sie ihren Verletzungen erliegt. Der Ehemann der Verstorbenen, Arnold Burig, befindet sich zur gleichen Zeit bei seinem ehemaligen Freund Karlheinz Groll und wird dort auch von dessen Vater gesehen. Er trifft rund eineinhalb Stunden nach dem Mord an seiner Frau am Tatort ein, reagiert geschockt und gibt gegenüber Kommissar Urban sein Alibi an.
In der Kanzlei von Rechtsanwalt Dr. Renz erfährt Arnold Burig am nächsten Tag, dass die Herren Groll sein Alibi gegenüber der Polizei bestritten hätten. Auch als Burig die beiden persönlich zur Rede stellt, bleibt es bei deren Leugnung. Kurz darauf wird er von der Polizei festgenommen. Der Privatdetektiv Josef Matula wird von Dr. Renz damit beauftragt, die Widersprüche in den Aussagen zu klären, die auch Kommissar Urban aufgefallen sind. Matula erfährt von Karlheinz Grolls Vater, dass Arnold Burig früher mit seiner heutigen Schwiegertochter Gundi Groll liiert gewesen sei. Später übergibt diese der Polizei eine Zigarettenschachtel mit Burigs Fingerabdrücken, die sie im Abfall des Hauses gefunden hat.
Während seiner Ermittlungen entdeckt Matula in Burigs Haus eine kürzlich ausgetauschte Fensterscheibe. Zudem erinnert er sich an eine frühere Observation im Auftrag von Burigs Ehefrau, bei der er damals feststellte, dass Arnold Burig in der Schweiz ein Schwarzgeldkonto eröffnet hat.
Um Burigs Alibi gänzlich zu entkräften, behauptet Karlheinz Groll, er habe sich zum Zeitpunkt seines angeblichen Treffens mit Burig bei einer anderen Frau aufgehalten. Diese bestätigt dies gegenüber Matula. Burig wiederum legt Dr. Renz nun einen angeblichen Beweis dafür vor, dass er sich zur Tatzeit in der Schweiz aufgehalten habe, was er aufgrund seiner dortigen Schwarzgeldgeschäfte zunächst verschwiegen habe. Dennoch wird Burig erneut verhaftet, da nachgewiesen wird, dass er mit einem Sportflugzeug ins Rhein-Main-Gebiet zurückgekehrt war und somit zum Tatzeitpunkt theoretisch dort gewesen sein konnte.
In Zusammenarbeit mit Gundi Groll gelingt es Matula und Renz schließlich, den Vater von Karlheinz Groll dazu zu bewegen, Burigs ursprüngliches Alibi zu bestätigen. Anschließend suchen Renz und Matula Peter Schirmann auf, der einem Kunstsammler in Köln Diebesgut aus dem benachbarten Haus des Ehepaares Burig zum Kauf angeboten hat. Schirmann gibt daraufhin zu, drei Tage vor dem Mord dort eingebrochen zu sein. Dabei sei er von Arnold Burig ertappt worden, der ihn daraufhin gegen eine finanzielle Entlohnung damit beauftragt habe, seine Ehefrau zu ermorden. Burig habe das Geld dafür in der Schweiz abgeholt und anschließend Karlheinz Groll aufgesucht, um sich ein scheinbar belastbares Alibi zu verschaffen.

## Hintergrund
Die Episode wurde überwiegend im Rhein-Main-Gebiet gedreht. Die Kulisse der Kanzlei von Dr. Renz befand sich im Hotel InterContinental Frankfurt.
Die Fahrt von Arnold Burig zu Karlheinz Groll führte auf der L3039 von Wiesbaden-Bierstadt nach Wiesbaden-Igstadt, wo sich auch das Gehöft befindet, welches als Wohnsitz der Familie Groll verwendet wurde.